# The Foundations
The Foundations fue una banda británica de música soul, activa entre 1967 y 1970. El grupo, conformado por músicos de varias etnias y nacionalidades, logró el reconocimiento comercial especialmente por dos canciones, "Baby Now That I've Found You" (No. 1 en la lista UK Singles Chart y en Canadá), escrita por Tony Macaulay y John MacLeod; y "Build Me Up Buttercup" (No. 2 en el Reino Unido y No. 3 en los Estados Unidos), escrita por Macaulay y Mike d'Abo cuando era el cantante principal de Manfred Mann. Fue el primer grupo multirracial con una canción número uno en la década de 1960.
The Foundations fue uno de los pocos actos británicos que imitó con éxito lo que se conoció como el sonido Motown. La agrupación firmó un contrato con Pye, en ese momento una de las cuatro grandes compañías discográficas del Reino Unido, publicando tres álbumes de estudio con esa disquera hasta su separación en 1970.

## Discografía

### Estudio
- From the Foundations - Pye NSPL 18206 - 1967
- Rocking the Foundations - Pye NSPL 18227 - 1968
- Digging the Foundations - Pye NSPL 18290 - 1969

## Charts
| Año  | Título                                          | Posición en las listas | Posición en las listas | Posición en las listas | Posición en las listas | Posición en las listas | Posición en las listas | Álbum |
| Año  | Título                                          | Estados Unidos         | Australia              | Canadá                 | Holanda                | Nueva Zelanda          | Reino Unido            | Álbum |
| ---- | ----------------------------------------------- | ---------------------- | ---------------------- | ---------------------- | ---------------------- | ---------------------- | ---------------------- | ----- |
| 1967 | "Baby Now That I've Found You"                  | 11                     | 21                     | 1                      | 13                     | 16                     | 1                      |       |
| 1968 | "Back on My Feet Again"                         | 59                     |                        | 29                     | —                      | —                      | 18                     |       |
| 1968 | "Any Old Time (You're Lonely and Sad)"          | —                      |                        | —                      | —                      | 20                     | 48                     |       |
| 1968 | "Build Me Up Buttercup"                         | 3                      | 1                      | 1                      |                        | 4                      | 2                      |       |
| 1969 | "In the Bad Bad Old Days (Before You Loved Me)" | 51                     |                        | 23                     | —                      | 20                     | 8                      |       |
| 1969 | "Born to Live, Born to Die"                     | —                      | —                      | —                      | 28                     | —                      | 46                     |       |
| 1969 | "My Little Chickadee"                           | 99                     | —                      | —                      | —                      | —                      | —                      |       |